# Contamination .7
Contamination .7, alternativ Creepers, Troll 3 oder The Crawlers, ist ein italienischer Horrorfilm des Regisseurs Joe D’Amato aus dem Jahre 1990. Gedreht wurde er in Kanada, wo er anschließend auch postproduziert und vermarktet wurde.
Es wurde versucht, den Film international als Fortsetzung der Troll-Filmreihe vorzuführen. Jedoch hat diese Inszenierung mit den Vorgängern weder inhaltlich noch formell Gemeinsamkeiten.

## Handlung
Ein skrupelloser Manager eines Atomkraftwerkes kippt illegal die Tonnen mit dem radioaktiven Abfall in einen Wald unweit einer Siedlung in Alaska ab. Die Radioaktivität soll auf diese Weise in den Waldboden gelangen und in Baumwurzeln akkumuliert werden. Dieser Prozess musste die eigenständige Trennung der Wurzeln von den Bäumen verursacht haben, indem sie rapide wuchsen und sich verlängerten. Sie fingen an, wie wurmartige Ranken hilflose Opfer zu suchen, sie zu zerren, zu peitschen, zu umwickeln und zu erwürgen.
Die Hauptcharaktere Josie und ihr Exfreund Matt möchten in eine große Stadt umziehen, da das provinzielle Dorf als öde empfunden wird. Die Situation nimmt eine andere Wendung, als sie durch einen Zufall im Wald eine Leiche finden. Der aufgesuchte Sheriff missbilligt die Entdeckung, weil er mit dem Atomkraftwerkmanager in ein Geschäft verwickelt ist. Die Sache wird vertuscht, doch dann entdeckt ein angetrunkener Techniker die Wahrheit über die Ursache der Verseuchung. Als er sich unwissend in Gefahr bringt, wird er von dem bösen Manager und seinen Anhängern verfolgt; zuletzt endet die Jagd im Wald mit der Tötung der Bande durch die Killerwurzeln.
Das Ende des Films verweist auf eine Fortsetzung der Ereignisse und auf die Überlebenschancen der verseuchten Bäume, dies ist jedoch nie verwirklicht worden.

## Hintergrund
Die Produzenten des Filmes agierten teilweise unter Pseudonym, so wurde als Regisseure beispielsweise „Martin Newlin“, alias Fabrizio Laurenti und David Hills, alias Joe D’Amato (Aristide Massaccesi), angegeben. Für das Drehbuch ist neben Fabrizio Laurenti, Albert Lawrence und Rossella Drudi Daniel Stahl verzeichnet, hinter dessen Namen sich Daniele Stoppa verbirgt. Das Drehbuch wird als leblos und langweilig beschrieben und der Film reicht nicht an die Erfolge des italienischen Horrorfilms in den 1960er bis 1980er Jahren heran. Contamination. 7 wurde 1990 in Kanada, in den USA und in Großbritannien in Kinos uraufgeführt, am 29. Dezember 1993 erschien er auch auf Videokassetten von Columbia TriStar Home Entertainment, nur in englischer Sprache (Altersfreigabe ab 17 – R). In Deutschland wurde er nie synchronisiert oder aufgeführt.